# Emil Forrer
Emil Orgetorix Gustav Forrer (Estrasburgo, 19 de fevereiro de 1984 — San Salvador, 10 de janeiro de 1986), também chamado de Emilio O. Forrer ou apenas Emil Forrer, foi um assiriólogo, hititólogo e linguista suíço. Foi responsável por conduzir pesquisas em torno de 25 manuscritos hititas encontrados em Hatusa descrevendo Ahhiyawā, um antigo reino da Anatólia que é alvo de muitas polêmicas sobre sua existência, sendo muito criticado por Ferdinand Sommer. Também elaborou diversas pesquisas baseadas em relatos do historiador Teopompo de Quios.

## Trabalhos

### Como pesquisador
Embora pesquisas sobre o assunto datem de 1906, foi Emil Forrer quem iniciou a polêmica sobre a existência de Ahhiyawā. Em 1924, o estudioso deu uma palestra com 25 manuscritos hititas encontrados em Hatusa, antiga cidade hitita, que falavam desse reino. Forrer tentou relacionar localizações citadas pelos hititas com localizações citadas pelos gregos (Por exemplo, Lazpa foi associada à ilha de Lesbos e Taruisa e Uilusa foram associadas a Troia). Mais tarde, seria complementado por um pesquisador conhecido como Luckenbill, que relacionou o rei Atarsia a Atreu, Tauagalaua a Etéocles e Alacsandu de Uilusa ao príncipe Páris. Suas ideias foram criticadas por Ferdinand Sommer nas obras Die Ahhijawā-Urkunden e Ahhijawā und kein Ende? (publicadas no diário Indogermainische Forschungen), defendendo que Ahhiyawā seria apenas um Estado de menor relevância. No entanto, as críticas de Sommer foram rebatidas mais tarde por outros estudiosos que defendiam a tese de Forrer.
Forrer coordenou pesquisas mostrando que a ilha de Meropis seria uma localização geográfica real, e não um continente fictício como muitos dizem.

### Como linguista
Forrer também estudou diversas línguas antigas, principalmente da Anatólia. Entre elas, o idioma palaico, falado na região de Palā, no noroeste da Anatólia, e registrado em tabletes cuneiformes, que também eram utilizados em cultos hititas. Outras línguas antigas da Anatólia que Forrer estudou foram o luvita, também presente na escrita cuneiforme, e o hatita, língua extinta falada exclusivamente pelos hititas.

## Obras
- Forrer, E. Neue Probleme zum Ursprung der indogermanichen Sprachen. “Mannus”, 1934
- Forrer, E. Homerisch und silenisch Amerika, San Salvador (author's edition) 1975